# 高橋康順

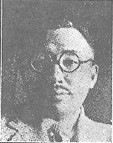
高橋康順

高橋康順（たかはし こうじゅん、1891年〈明治24年〉- 没年不明）は日本の農商務・商工官僚、満州国官僚。

## 経歴
1891年、秋田県仙北郡金沢村で平民・高橋兵蔵の長男として誕生。第一高等学校を経て、1914年、高等文官試験に合格・1916年に帝国大学仏法科を卒業。
農商務省に入省し、商工局に配属される。臨時産業調査局事務官　農商務事務官、鉱山監督局書記官、特許局事務官、抗告審判官、商工書記官、鉱山局鉱政課長、臨時産業合理局事務官、大臣官房文書課長、東京鉱山監督局長、特許局事務官審判部長を歴任し、1933年退官。満州国に招かれ、実業部理事官、総務司長兼特許発明局長兼臨時産業調査局長、1933年6月21日から1936年8月25日まで実業部総務司長を務め、1936年8月25日から10月まで次官に相当する実業部次長と総務司長を兼ねた。1936年10月、満州生命が設立されると、理事長に就任。その後、満州発明協会理事長、満州油化工業理事長、新京商工会副会長、満州国協和会中央本部参与を務めた。
1943年6月満州国参議府参議に任じられた。
1945年8月にソ連の赤軍に逮捕され、シベリアに送られた。中華人民共和国が成立すると中国に引き渡され、撫順戦犯管理所で病死した。

## 親族
- 孫 高橋健太郎 (音楽評論家)[5]。

## その他
宗教は禅宗。趣味は旅行、読書、園芸。